# União Futebol Comércio e Indústria de Tomar
L'União Futebol Comércio e Indústria de Tomar, meglio conosciuta come União de Tomar o con l'acronimo UFCIT, è una squadra calcio portoghese, con sede a Tomar, nel distretto di Santarém.

## Storia
La squadra venne fondata il 4 maggio 1914 a Tomar con l'appoggio dei commercianti ed industriali locali. Ha sempre militato nei campionati inferiori portoghesi, raggiungendo solo a cavallo tra la fine degli anni '60 e l'inizio degli anni '70 del XX secolo l'accesso alla massima serie portoghese. Ha ottenuto la promozione in massima serie nel 1968, e nella stagione d'esordio ha ottenuto il decimo posto. La squadra è poi retrocessa l'anno seguente.
Torna in massima serie dopo la Segunda Divisão 1970-1971, restandovi per due stagioni. Nuovamente retrocessa al termine della Primeira Divisão 1972-1973, vince la Segunda Divisão 1973-1974, tornando così nella massima serie lusitana.
L'União de Tomar resta altre due stagioni in massima serie, ritornando però in cadetteria al termine della Primeira Divisão 1975-1976.
Nel 1977, quando il club era nella serie cadetta, per attirare più pubblico ingaggiò due vecchie glorie del calcio portoghese, Eusébio e António Simões. I due avevano accettato l'offerta del club di Tomar per mantenersi in forma durante la pausa dei campionati nordamericani, in modo da trovare più facilmente ingaggio presso le franchigie locali. L'ingaggio dei due campioni, che lasciarono la squadra nel marzo 1978 per tornare in America, però non portò vantaggi sul campo e la squadra non riuscì ad ottenere la promozione in massima serie.

## Strutture

### Stadio

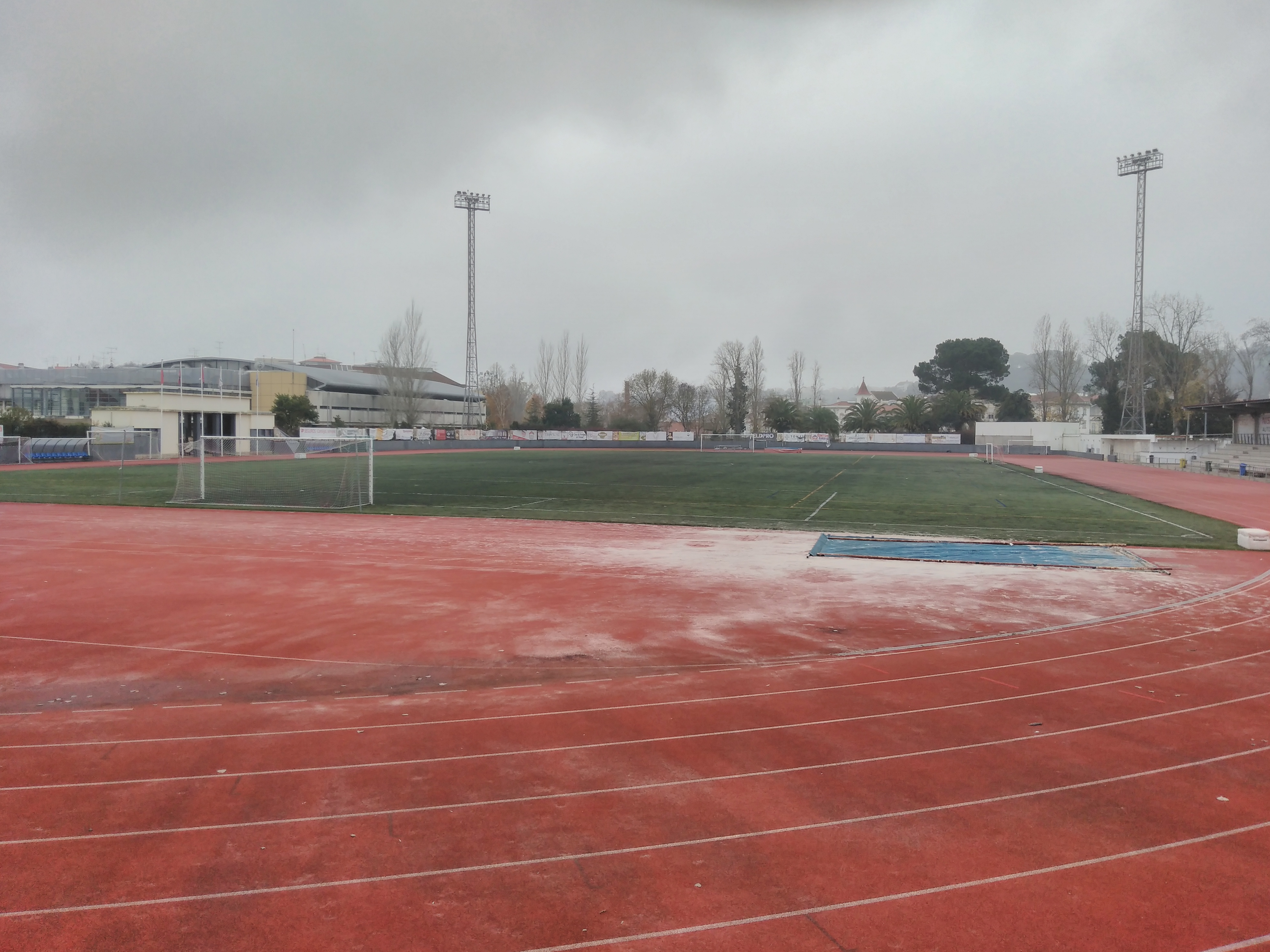
L'Estádio municipal António Eduardo Fortes

L'União de Tomar gioca nell'estádio municipal António Eduardo Fortes di Tomar, nel distretto di Santarém. È intitolato dal 2022 alla memoria di António Eduardo Fortes, soprannominato "Totói".

## Palmarès

### Competizioni nazionali
- Segunda Divisão: 1

1973-1974